# Zonggangshan Shuiku
Zonggangshan Shuiku (kinesiska: 总岗山水库) är en reservoar i Kina. Den ligger i provinsen Sichuan, i den sydvästra delen av landet, omkring 110 kilometer sydväst om provinshuvudstaden Chengdu. I omgivningarna runt Zonggangshan Shuiku växer i huvudsak blandskog.
Genomsnittlig årsnederbörd är 1 606 millimeter. Den regnigaste månaden är juli, med i genomsnitt 392 mm nederbörd, och den torraste är januari, med 12 mm nederbörd.